# Delosperma bosseranum
Delosperma bosseranum är en isörtsväxtart som beskrevs av W. Marais. Delosperma bosseranum ingår i släktet Delosperma, och familjen isörtsväxter. Inga underarter finns listade i Catalogue of Life.

## Bildgalleri

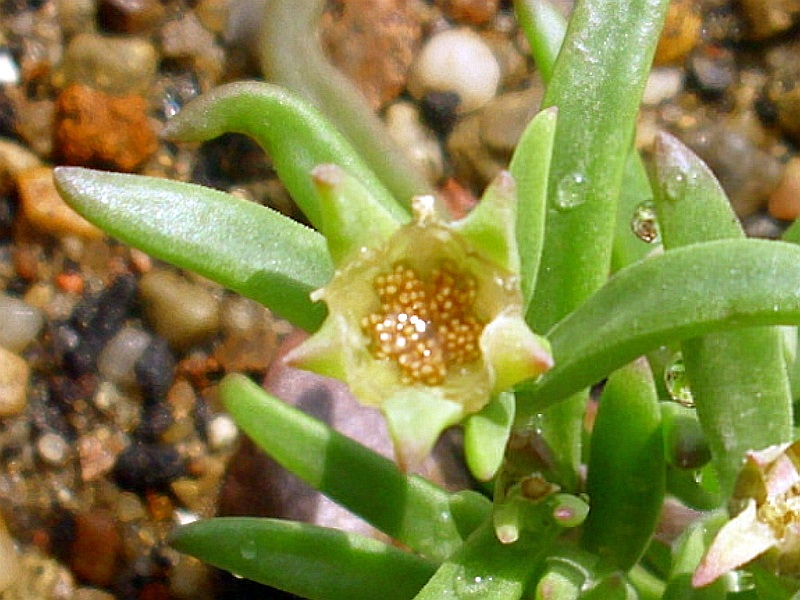
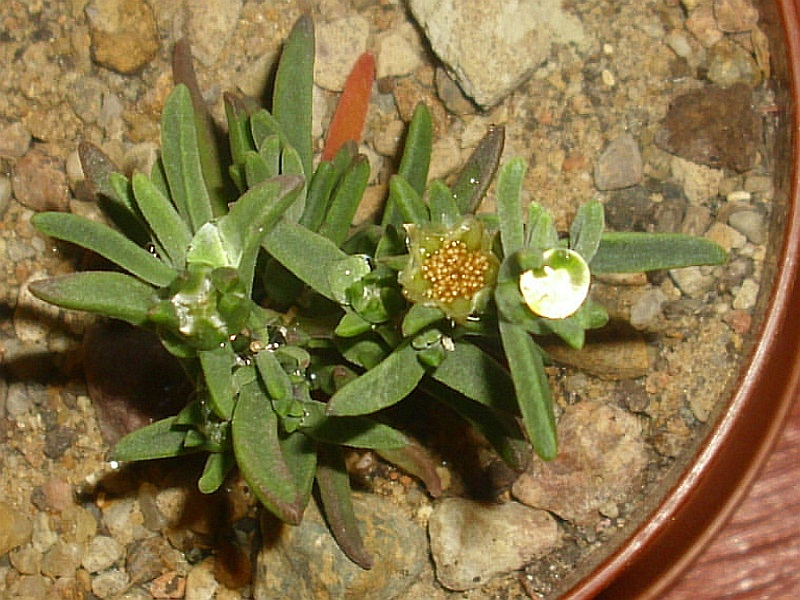